# Emmet Andrew McCusker
Emmet Andrew McCusker MC, kanadski general in vojaški zdravnik, * 9. februar 1889, † 1973.

## Življenjepis
Po smrti očeta leta 1908 je pomagal pri delu na domači kmetiji, nato pa je leta 1911 pričel s študijem medicine na Univerzi McGill. 
Leta 1914 se je pridružil Kanadski ekspedicijski sili (Canadian Expeditionary Force) kot navadni vojak v Medicinskem korpusu Kraljeve kanadske kopenske vojske (Royal Canadian Army Medical Corps), v sestavi katerega se je boril v Franciji in Belgiji. Leta 1915 pa je bil poslan nazaj na Univerzo McGill, kjer je naslednje leto diplomiral iz medicine in se nato vrnil nazaj na bojišče. Po vojni je nadaljeval šolanje na področju otorinolaringologije v Montrealu, New Yorku in na Dunaju je leta 1923 pričel z zasebno prakso v Regini. Bil je aktiven tudi na družbenem področju; tako je med drugim bil predsednik Saskatchewanskega kolidža zdravnikov in kirurgov in predsednik Zveze letalskih klubov Kanade.
Po izbruhu druge svetovne vojne je bil povišan v podpolkovnika in bil poslan v Evropo kot pomočnik direktorja medicinskih služb 1. kanadske divizije. Na tem položaju je bil povišan v polkovnika in brigadirja, nato pa je postal namestnik direktorja medicinskih služb v Angliji, Siciliji in v Italiji. 
Po vojni je bil leta 1949 izvoljen za mestnega svetnika Regina Cityja in bil parlamentarni asistent ministra za zdravje Paula Martina. V času svojega mandata je dosegel številne projekte na javnem področju v Regina Cityju.